# DigiCert
DigiCert（デジサート）は、アメリカのデジタル証明書（SSL/TLS）の認証局を運営する企業。
主にOV証明書や、EV証明書を発行するサービスを行っている。2017年にはシマンテックの電子証明書事業を買収し、証明書事業で世界的に最大手の一社となった。
ウィキメディア財団によって運営されているウィキペディアや、Facebook、IBM、ソニー、トヨタ自動車、任天堂などのウェブサイトも、デジサートによる電子証明書の認証を受けている。